# Quang Sơn, Đô Lương
Quang Sơn là một xã thuộc huyện Đô Lương, tỉnh Nghệ An, Việt Nam.
Xã Quang Sơn có diện tích 9,23 km², dân số năm 1999 là 5486 người, mật độ dân số đạt 594 người/km².